# Dòng Hiệp sĩ Mộ Thánh
Dòng Kỵ sĩ Mộ Thánh thành Jerusalem (tiếng Latinh: Ordo Equestris Sancti Sepulcri Hierosolymitani, viết tắt: OESSH), còn được gọi là Dòng Hiệp sĩ Mộ Thánh hay Hiệp sĩ Mộ Thánh, là một dòng hiệp sĩ Công giáo được công nhận rộng rãi trên thế giới và được đặt dưới sự bảo trợ của Tòa Thánh. Quân chủ của Dòng là Giáo tông của Giáo hội Công giáo. Các thành viên của Dòng bao gồm kinh sĩ và hiệp sĩ, hoạt động với mục tiêu trước hết là "củng cố sự hiện diện của Kitô giáo nơi Đất Thánh. Tính đến năm 2023, Dòng ước tính có trên dưới 30.000 nam nữ hiện diện tại hơn 60 tỉnh dòng trên trên khắp thế giới. Dòng Kỵ sĩ Mộ Thánh thành Jerusalem hoàn toàn độc lập với Dòng Kỵ sĩ Chính thống giáo Hy Lạp Mộ Thánh thành Jerusalem thuộc quyền bảo trợ của Thượng phụ Chính thống giáo Hy Lạp Jerusalem.
Đại thống lãnh đương nhiệm của Dòng là Hồng y Fernando Filoni và Tổng thủ trưởng của Dòng là Thượng phụ Latinh Jerusalem. Trụ sở và nhà thờ mẹ của của Dòng lần lượt là Dinh Della Rovere và Nhà thờ Thánh Onuphrius ở Ianiculum, cả hai đều tọa lạc tại thành phố Roma và gần với Thành Vatican. Vào năm 1994, Giáo tông Ioannes Paulus II đã tôn phong Đức Mẹ Maria làm thánh bổn mạng của Dòng với tước hiệu "Nữ vương Palaestina".

## Tên gọi
Tên gọi của Dòng thay đổi qua nhiều thế kỷ, trong đó bao gồm Milites Sancti Sepulcri và Thánh dòng Chiến sĩ Mộ Thánh. Tên gọi hiện tại của dòng, tức Dòng Kỵ sĩ Mộ Thánh thành Jerusalem, được Thánh bộ Lễ nghi phê chuẩn thông qua sắc lệnh ban hành ngày 27 tháng 7 năm 1931. Thuật ngữ kỵ sĩ thường thấy nơi các dòng hiệp sĩ trực thuộc Tòa Thánh phản ánh bản chất của Dòng là một kỵ sĩ đoàn, với vị quân chủ nắm đặc quyền tấn phong tước vị hiệp sĩ cho các ứng viên.

## Tổ chức
Dòng Hiệp sĩ Mộ Thánh vừa là một kỵ sĩ đoàn, vừa là một hiệp hội giáo dân công khai và hợp pháp do Tòa Thánh thiết lập chiếu theo Điểm 1, Khoản 1, Điều 312  của Bộ Giáo luật. Bên dưới Dòng là 60 tỉnh dòng tại hơn 40 quốc gia trên toàn thế giới, trong đó có 24 tỉnh dòng thuộc châu Âu, 15 tỉnh dòng thuộc Hoa Kỳ và Canada, 5 tỉnh dòng tại khu vực Mỹ Latinh và 6 tỉnh dòng tại Úc và châu Á. Dòng được quốc tế công nhận rộng rãi và chịu thuộc quyền bảo trợ của Tòa Thánh.

### Phủ Đại thống lãnh
Vào năm 1496, Giáo tông Alexander VI truyền rằng quyền đại thống lãnh Dòng thuộc về Giáo hoàng. Kể từ năm 1949 trở đi, vị trí Đại thống lãnh của Dòng do các Hồng y đảm nhiệm. Đại thống lãnh Dòng đương nhiệm là Hồng y Fernando Filoni, nhậm chức vào năm 2019.
Bên cạnh Hồng y Đại thống lãnh, Phủ Đại thống lãnh còn có:
- Hồng y Thượng phụ Pierbattista Pizzaballa, Thượng phụ Latinh Jerusalem kiêm Tổng thủ trưởng Dòng[4]
- Tổng giám mục Tommaso Caputo, Giám chức Giám hạt tòng thổ Pompei, Phó Đại thống lãnh Dòng
- Công tước Leonardo Visconti di Modrone, Kinh lược Dòng[4]
- Thomas Pogge, Phó kinh lược Dòng đặc trách Bắc Mỹ[4]
- Jean-Pierre Glutz-Ruchti, Phó kinh lược Dòng đặc trách châu Âu[4]
- John Secker, Phó kinh lược Dòng đặc trách châu Á và vùng Thái Bình Dương[4]
- Enric Mas, Phó kinh lược Dòng đặc trách khu vực Mỹ Latinh[4]
- Alfredo Bastianelli, Chưởng ấn Dòng
- Adriano Paccanelli, Chưởng nghi Dòng (đặc trách lễ nghi)[5]
- Severio Petrillo, Thủ quỹ Dòng[5]
- Tổng giám mục Antonio Franco, Phó Đại thống lãnh Danh dự[5]
- Tổng giám mục Giuseppe Lazzarotto, Phó Đại thống lãnh Danh dự[5]

### Trụ sở
Dòng Hiệp sĩ Mộ Thánh có trụ sở tại Dinh Della Rovere, phố Conciliazione, thành phố Roma, Ý. Công trình này từng là nơi ở của Giáo tông Julius II vào thế kỷ 15, về sau được trao cho Dòng bởi Giáo tông Pius XII. Nhà thờ mẹ của Dòng là Nhà thờ Đan viện Thánh Onuphrius tại Ianiculum tại Roma, cũng do Giáo tông Pius XII ban tặng. Vào năm 1307, sau khi  Dòng Hiệp sĩ Đền Thánh bị bãi bỏ, Dòng Kinh sĩ Mộ Thánh có trụ sở tại San Luca đã mua lại tu viện San Manno, vốn là trụ sở của Dòng Đền Thánh.

## Thành viên
Tính đến năm 2023, Dòng ước tính có trên dưới 30.000 nam nữ (bao gồm quân chủ, trữ quân, trữ phi cùng nguyên thủ quốc gia của nhiều nước như Tây Ban Nha, Bỉ, Monaco, Luxembourg và Liechtenstein) hiện diện tại hơn 60 tỉnh dòng trên trên khắp thế giới.
Thành viên của Dòng là những người nam, người nữ Công giáo ít là 25 tuổi, có đời sống đạo đức gương mẫu và đặc biệt quan tâm đến các Kitô hữu tại Đất Thánh. Các thành viên mong muốn tham gia Dòng phải được vị giám mục chính tòa giáo phận mình cùng một số thành viên hiện hữu giới thiệu với Dòng , phải đóng một khoản tiền lớn làm "lệ phí đi lại" (phản ánh tập tục xưa khi những người thập tự chinh phải trả lệ phí đi lại để được bộ hành đến Đất Thánh) cùng phải đóng niên phí nhằm phục vụ các dự án tại Đất Thánh nói chung và Tòa thượng phụ Latinh Jerusalem nói riêng cho đến khi qua đời. Đại thống lãnh Dòng được quyền kết nạp thành viên bằng tự sắc trong một số trường hợp ngoại lệ. Các quan chức Phủ Đại thống lãnh cũng được quyền đề cử ứng viên lên Đại thống lãnh.
Tòa Thánh giữ đặc quyền ban tước hiệu và thăng cấp hiệp sĩ bằng văn bằng do Hồng y Đại thống lãnh Dòng và Vụ phó Phân bộ Tổng vụ của Phủ Quốc vụ khanh Tòa Thánh tại Roma ký cùng đóng ấn, qua đó phê chuẩn từng cá nhân nhân danh Giáo tông và nhờ quyền bính của Giáo tông. Sau đó, ứng viên sẽ được tấn phong hoặc thăng cấp trong một thánh lễ trọng thể do một hồng y hoặc một giám chức quan trọng chủ sự.
Các hiệp sĩ và nữ hiệp sĩ của Dòng được quyền gia nhập một dòng hiệp sĩ khác với điều kiện dòng ấy được Tòa Thánh hoặc một quốc gia có chủ quyền công nhận, cũng như được tham dự các sự kiện do dòng hiệp sĩ thỏa điều kiện trên tổ chức. Ứng viên gia nhập Dòng nếu đang là thành viên của một dòng hiệp sĩ không thỏa mãn điều kiện trên thì buộc phải từ bỏ tước vị hiệp sĩ mà mình đang nắm giữ trong dòng ấy để có thể gia nhập Dòng Hiệp sĩ Mộ Thánh. Các hiệp sĩ và nữ hiệp sĩ hiện hữu có thể bị trục xuất khỏi Dòng nếu vi phạm bộ quy tắc ứng xử của Dòng.

## Chùm ảnh

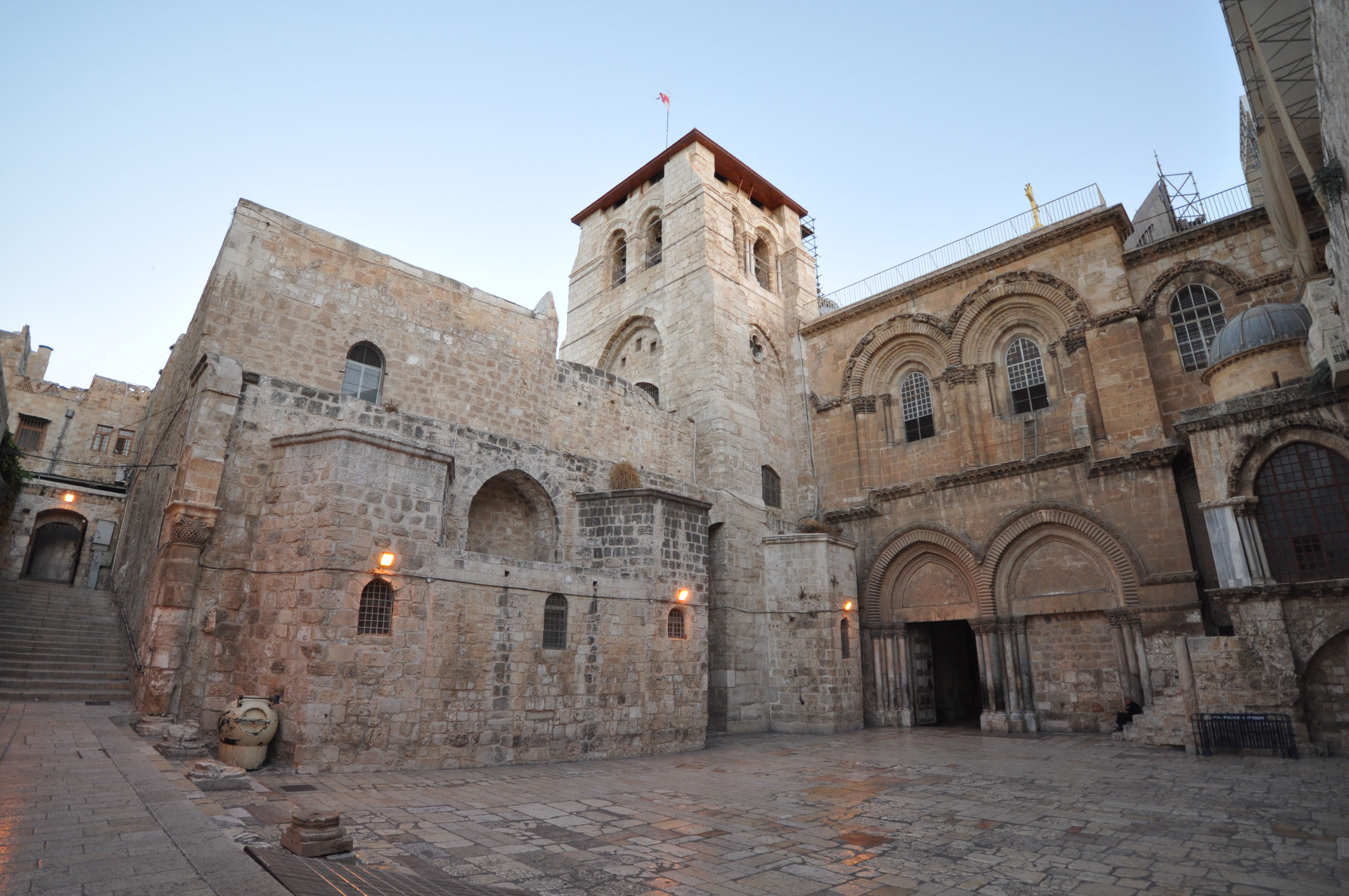
Lối vào Nhà thờ Mộ Thánh
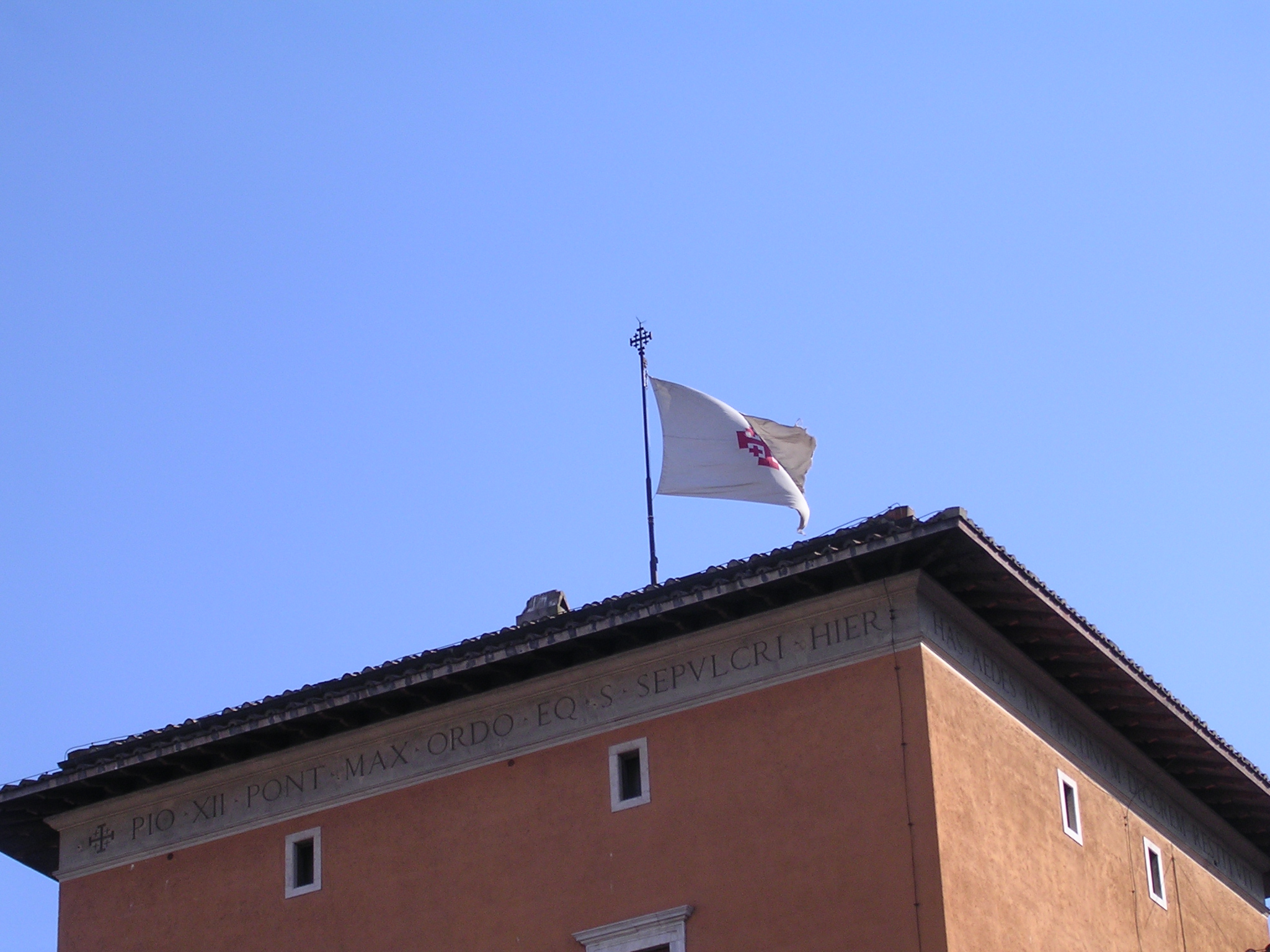
Hiệu kỳ Dòng Hiệp sĩ Mộ Thánh trên nóc Dinh Della Rovere
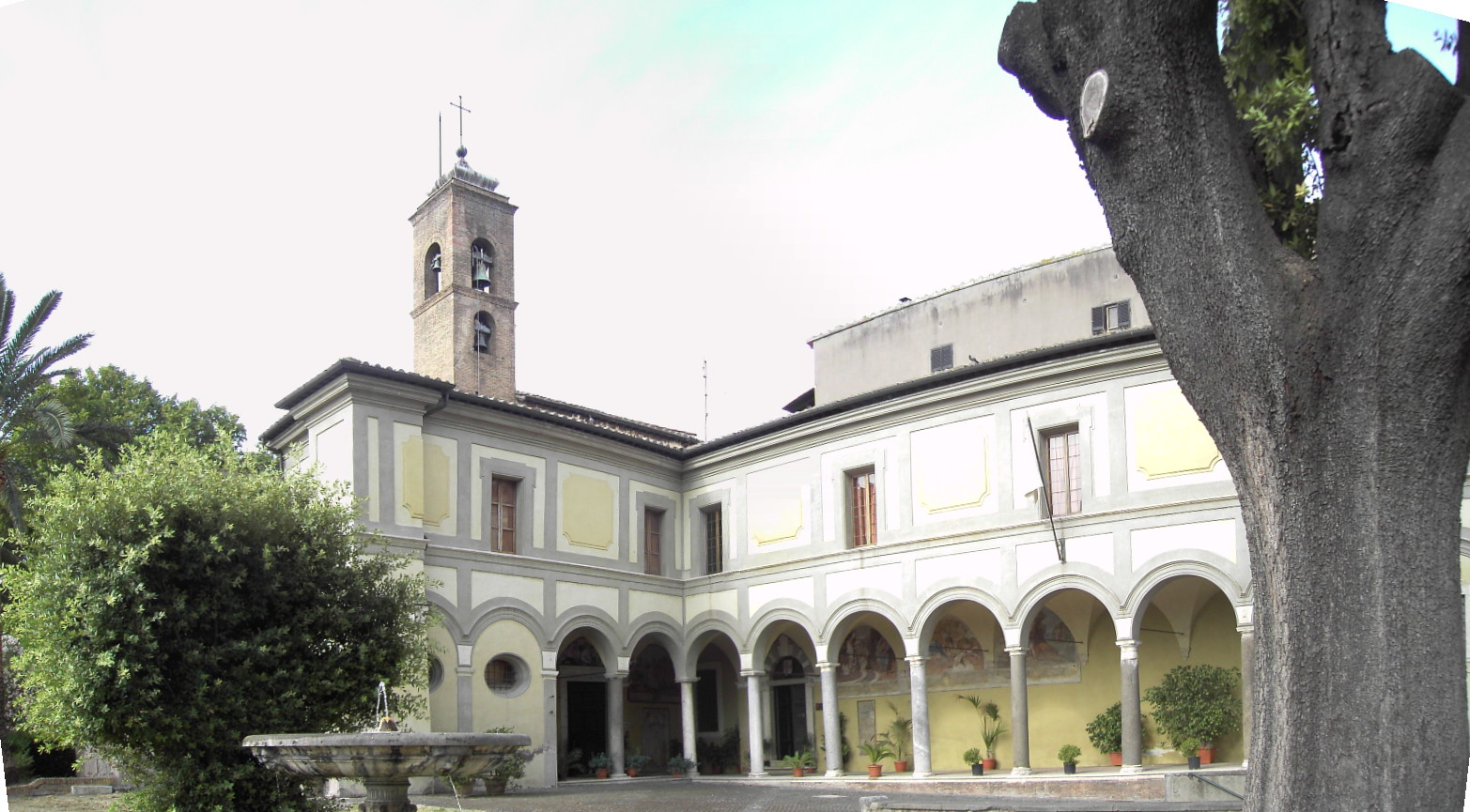
Nhà thờ mẹ của Dòng tọa lạc bên trong Đan viện Thánh Onuphrius tại Ianiculum
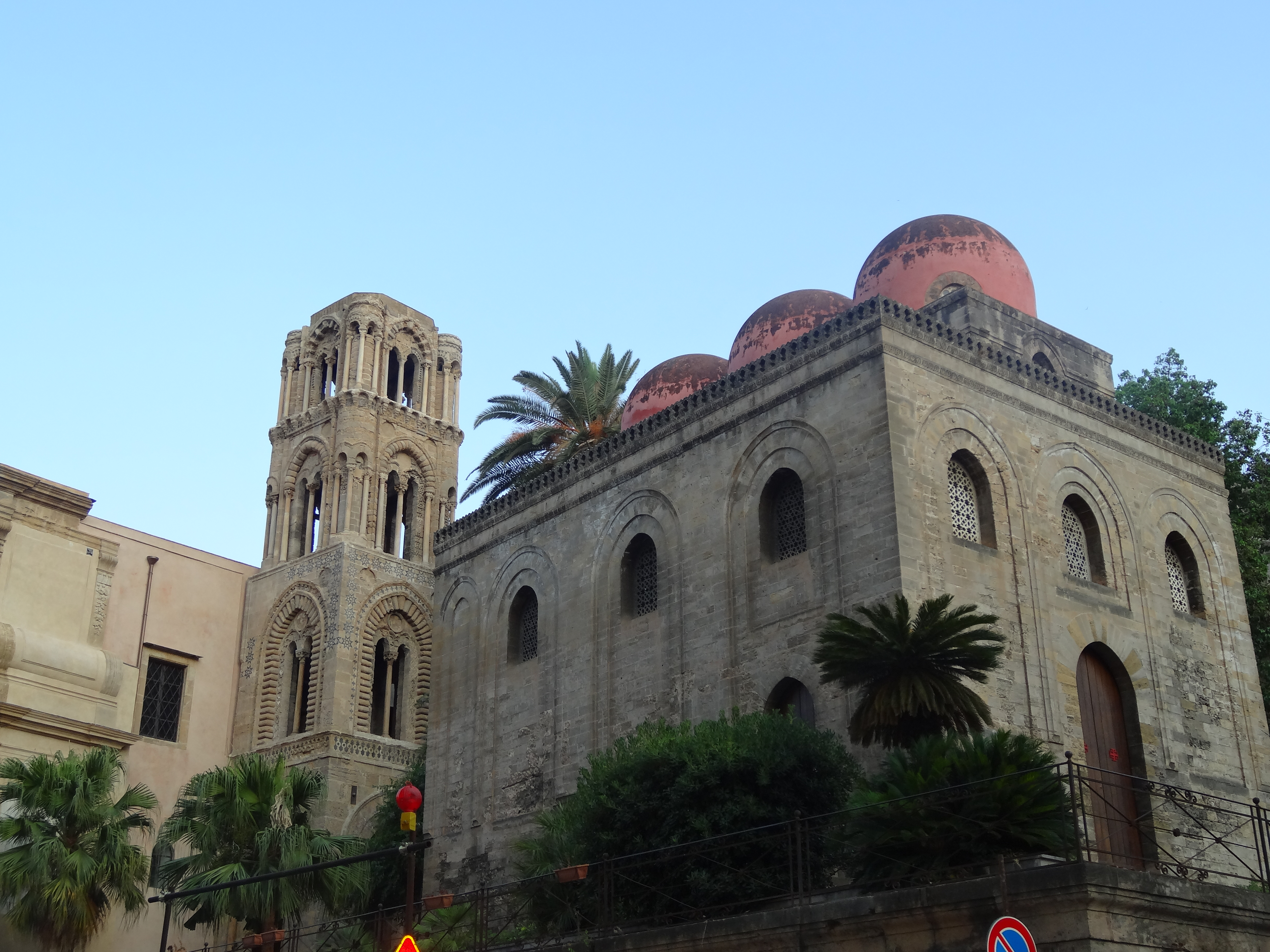
Nhà thờ Thánh Catald theo phong cách Norman-Ả Rập là nhà thờ địa phương của Dòng tại Palermo, Sicilia kể từ năm 1937
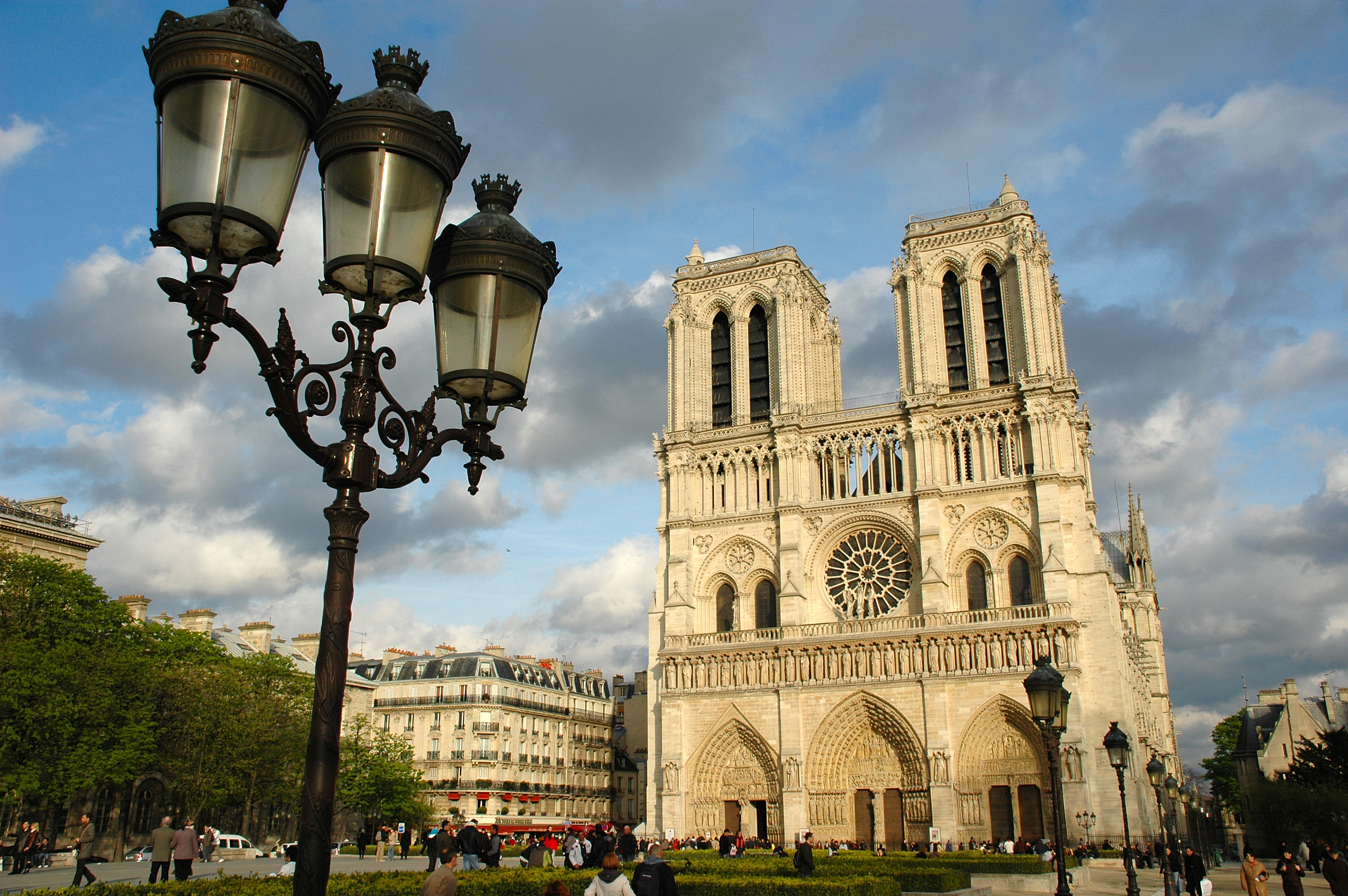
Nhà thờ chính tòa Đức Mẹ Paris tại Pháp, nơi lưu giữ Thánh tích Sainte-Chapelle do hiệp sĩ Dòng Mộ Thánh bảo vệ
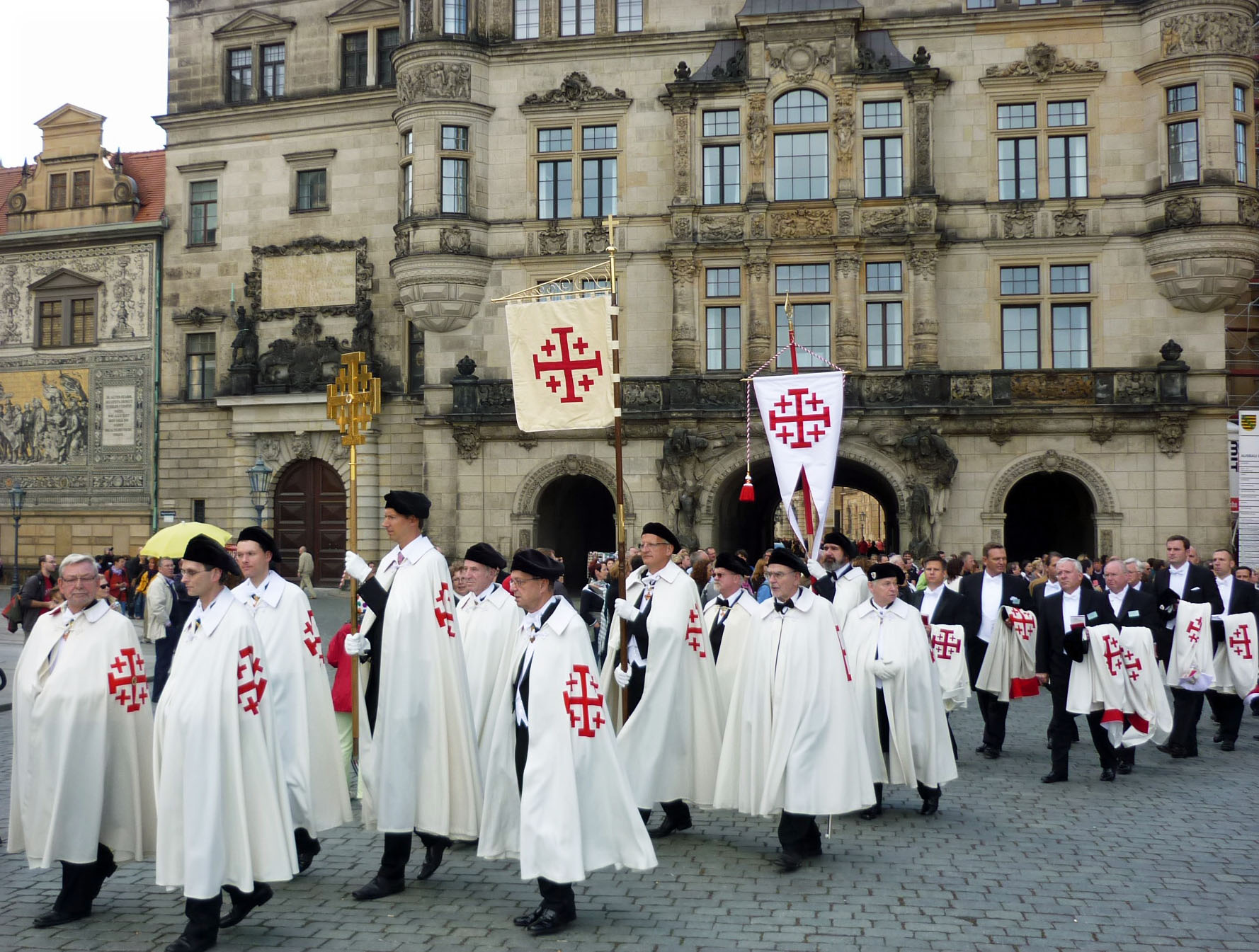
Lễ tấn phong hiệp sĩ năm 2010 tại Dresden, Đức
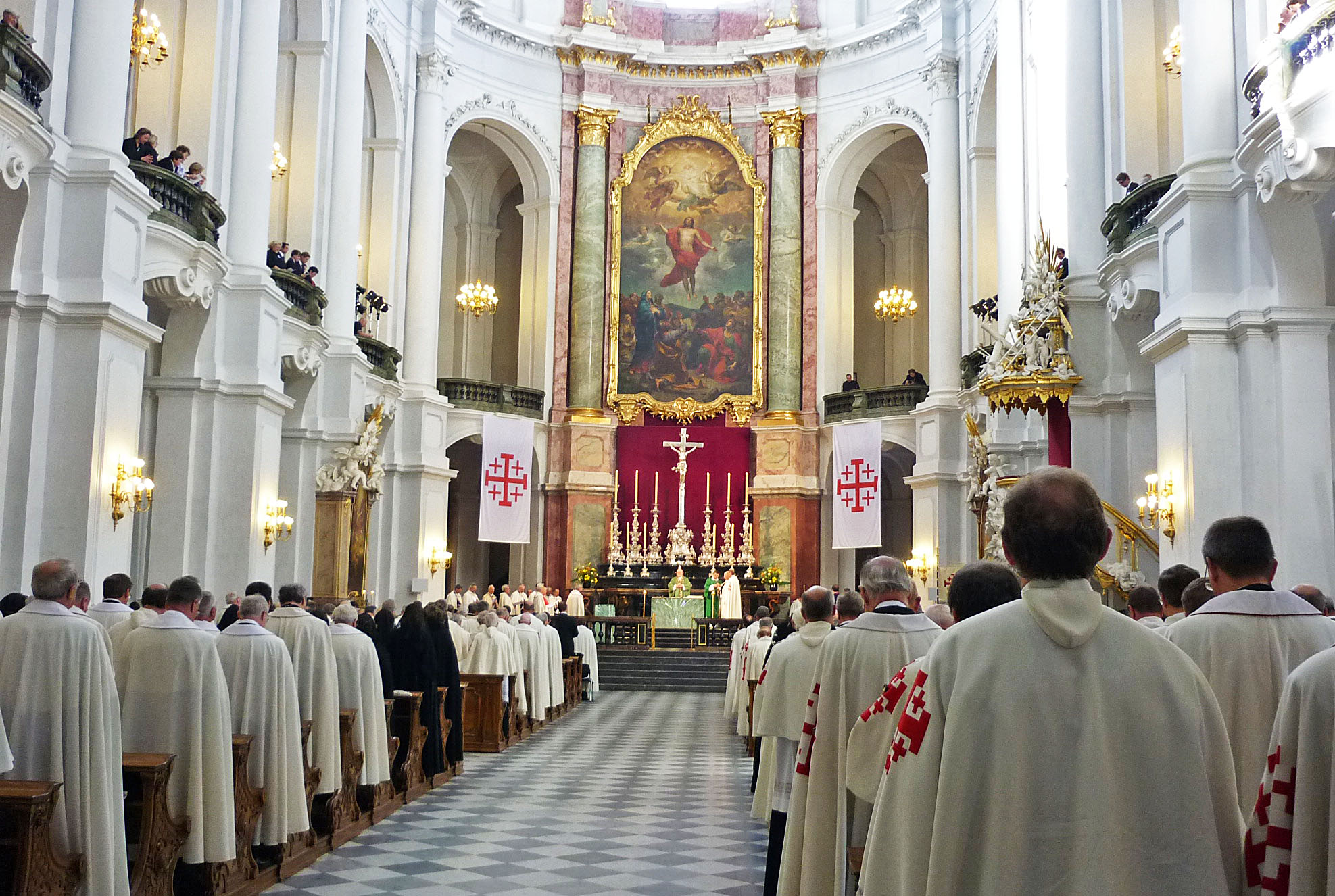
Bên trong Nhà thờ chính tòa Dresden, ngày 9 tháng 10 năm 2010
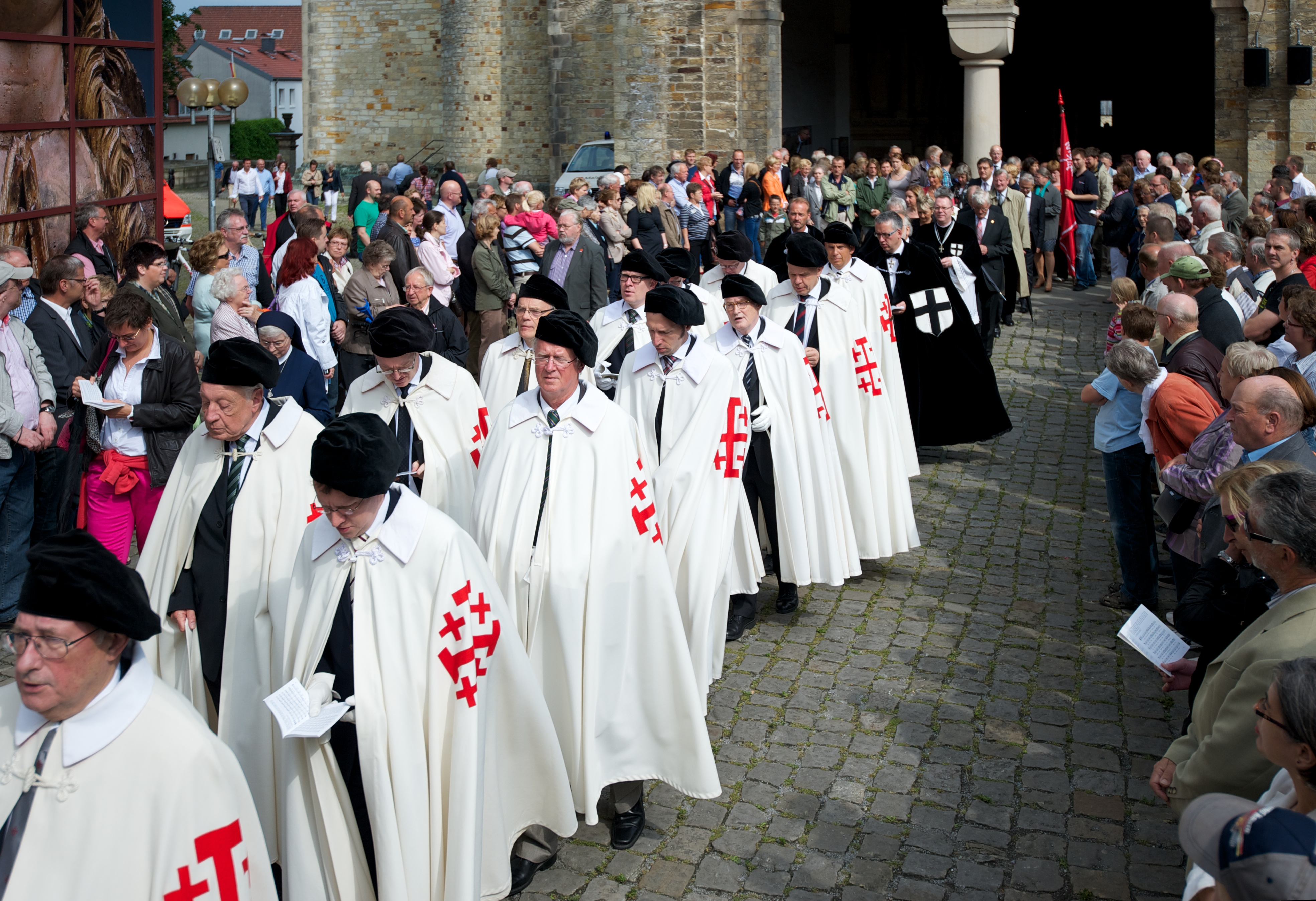
Cuộc rước nhằm vinh danh thánh Liborius thành Le Mans với sự tham dự của các hiệp sĩ Dòng Mộ Thánh và Dòng Teuton tại Paderborn, Đức